# Прохоров, Иван Иванович
Ива́н Ива́нович Про́хоров (19 января 1926, хутор Загорье, Череповецкая губерния — 11 февраля 1945, Германия) — участник Великой Отечественной войны, гвардии красноармеец, Герой Советского Союза.

## Биография
Родился 19 января 1926 года на хуторе Загорье (ныне деревня Занино Бабаевского района Вологодской области) в крестьянской семье. Русский. Окончил 5 классов. Работал на деревообрабатывающем заводе.
В Красную Армию призван 7 ноября 1943 года Кожевниковским райвоенкоматом Новосибирской области. В действующей армии с мая 1944 года.
Сабельник 56-го гвардейского кавалерийского полка (14-я гвардейская кавалерийская дивизия, 7-й гвардейский кавалерийский корпус, 1-й Белорусский фронт) гвардии красноармеец Иван Прохоров 29 января 1945 года одним из первых в полку преодолел реку Одер в районе местечка Лозер-Ферре (Лос), расположенного восточнее польского города Зелена Гура, ворвался в траншею врага, где уничтожил большое количество гитлеровцев, а затем участвовал в отражении контратак противника.
11 февраля 1945 года в бою на одерском плацдарме, северо-западнее Гутендорфа, гвардии красноармеец Иван Прохоров погиб в бою, закрыв грудью пулемётную амбразуру вражеского дзота.
Указом Президиума Верховного Совета СССР от 27 февраля 1945 года за образцовое выполнение боевых заданий командования на фронте борьбы с немецко-фашистскими захватчиками и проявленные при этом мужество и героизм гвардии красноармейцу Прохорову Ивану Ивановичу присвоено звание Героя Советского Союза.

## Награды
- Медаль «Золотая Звезда» (27.02.1945);
- орден Ленина (27.02.1945).

## Память
- В городе Бабаево Вологодской области именем Героя названа улица.
- В посёлке Толмачёво (Ленинградская область, Лужский район) именем Героя названа улица и школа.